# CHI Genf

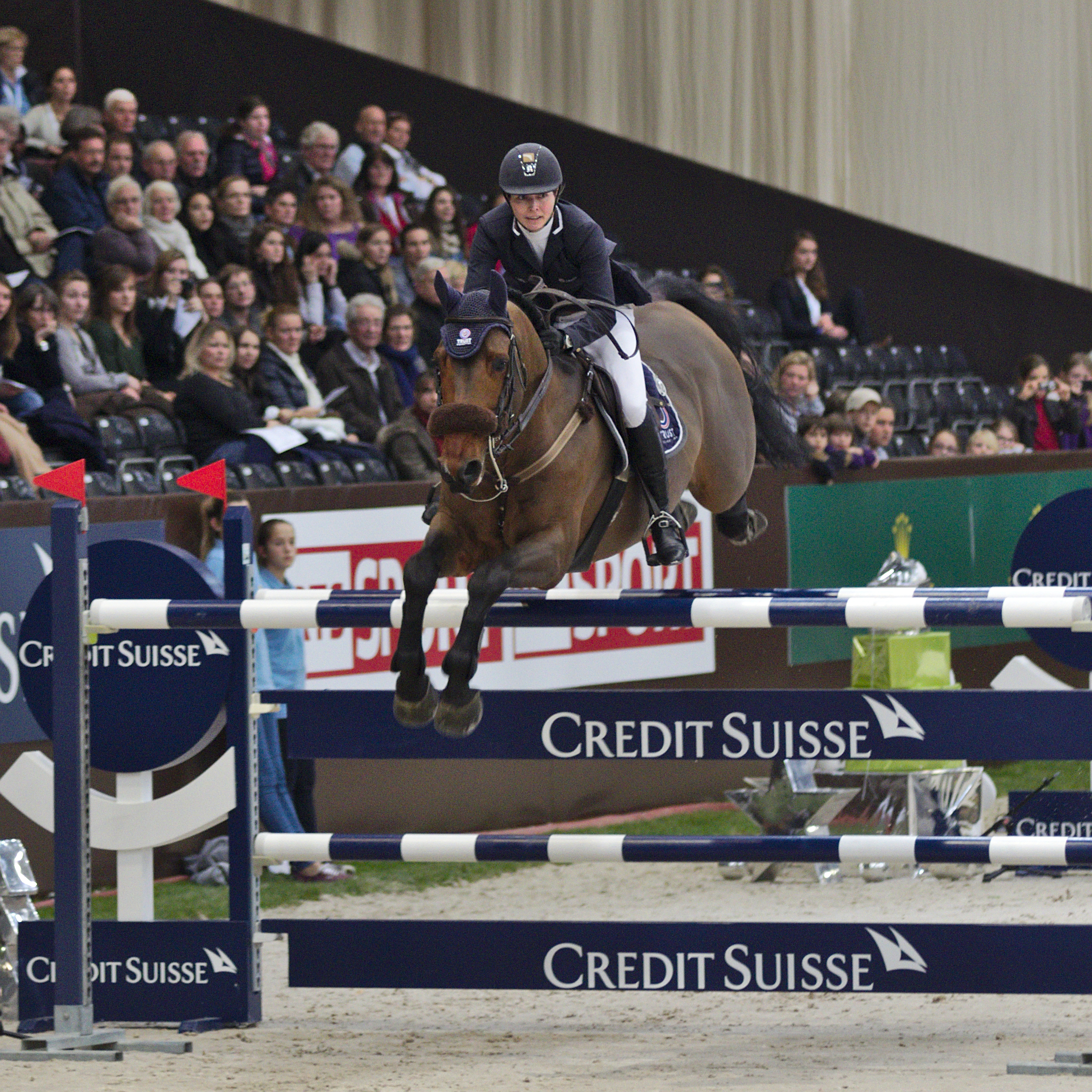
Springreiterin beim CHI Genf 2013

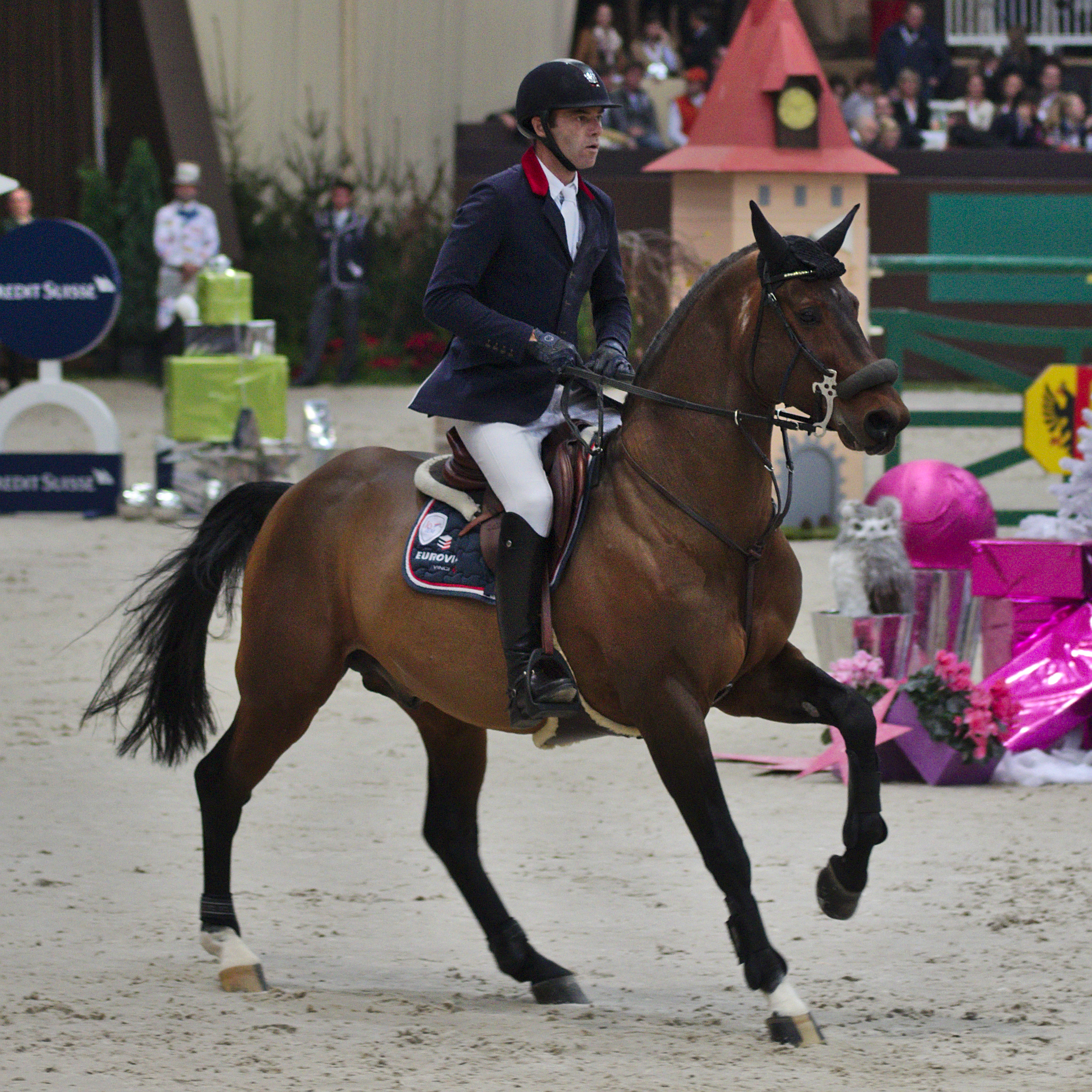
Weihnachtliche und stadttypische Parcoursdekoration beim CHI Genf 2013

Der CHI Genf (auch Concours hippique international de Genève) ist ein internationales Reitturnier, das jährlich im Dezember in der Palexpo in Le Grand-Saconnex bei Genf stattfindet.
Es gilt als eines der besten Reitturniere der Welt und zählt neben dem CSIO Schweiz in St. Gallen, dem CSI Basel, dem CSI Ascona und der Lausanne International Horse Show zu den hochklassigen internationalen Turnieren der Schweiz. In den Jahren 1996 und 2010 wurde hier das Weltcupfinal im Springreiten ausgetragen.

## Geschichte

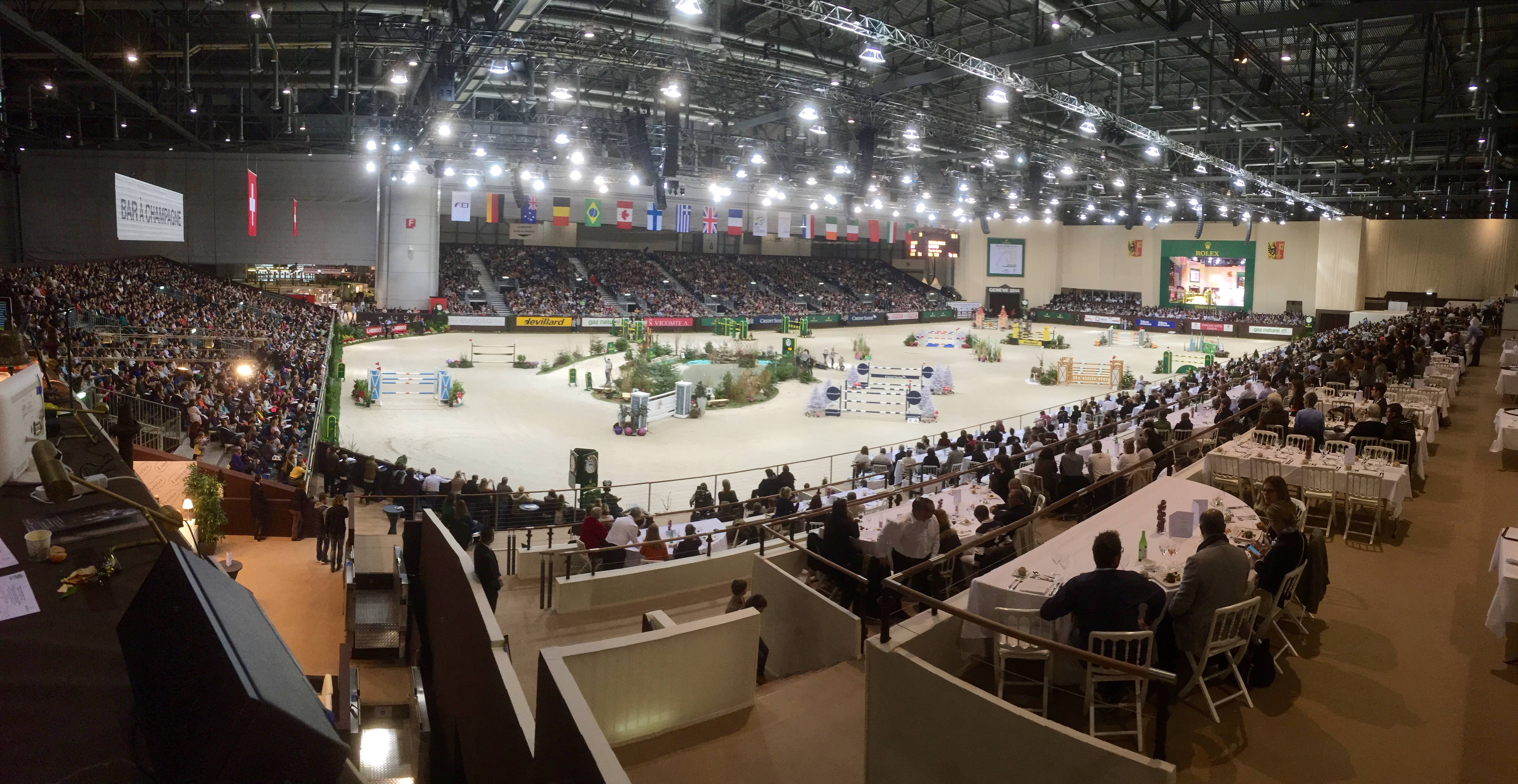
Blick auf einen Parcours beim CHI Genf 2014

Das erste internationale Springturnier fand 1926 statt und wurde im Genfer Stadtzentrum ausgetragen. Zwischen 1928 und 1983 fanden in Genf mehrfach Nationenpreisturniere der Schweiz statt. 1979 war der CHI Genf für eine Saison Teil des gerade gegründeten Springreiter-Weltcups, das Turnier fand in dieser Zeit im Eishockeystadion Les Vernets statt.
Seit 1991 findet das Turnier in der Palexpo-Halle statt. 1996 wurde in Genf das erste Weltcupfinal in der Schweiz ausgetragen. Im Jahr 2010 fand der CHI Genf zum 50. Mal statt.
Bis zum Jahr 2012 war der CHI Genf eine Wertungsprüfung der Westeuropaliga des Springreiter-Weltcups. Mit der Austragung 2013 stieg das Preisgeld des Grossen Preises auf 600.000 Schweizer Franken. Gemeinsam mit den Grossen Preisen von Aachen und Calgary wird zudem seit 2013 ein von Rolex gesponserter Bonus ausgelobt, der „Rolex Grand Slam of Show Jumping“. In den Folgejahren wurde das Preisgeld des Grossen Preises nochmals erhöht: 2014 auf 900.000 Schweizer Franken, seit 2015 sogar auf 1,2 Millionen Schweizer Franken. Das Turnier des Jahres 2020 entfiel aufgrund der COVID-19-Pandemie.

## Wissenswertes
- Über 35.000 Zuschauer besuchen jedes Jahr den CHI Genf.
- Das Budget von 4,5 Millionen Franken macht das Reitturnier zu einer der größten Sportveranstaltungen der Schweiz.
- Beim CHI in Genf wurden 2015 fünf Prüfungen ausgetragen, die für die Longines FEI Weltrangliste gewertet werden.
- Das Preisgeld belief sich im Jahr 2015 insgesamt auf 2.147.000 Franken.[7]

## Die wichtigsten Prüfungen

### Grosser Preis von Genf / Weltcupspringen
Der Grosse Preis von Genf ist die höchstdotierte Prüfung des CHI Genf. Er wird als letzte reguläre Prüfung des Turniers am Sonntagnachmittag ausgetragen.
Es handelt sich hierbei um eine internationale Springprüfung mit Stechen. Diese war bis 2012 eine Teilprüfung der Westeuropaliga des Springreiter-Weltcups. Als Teil des Rolex Grand Slam war die Prüfung 2017 mit 1,2 Millionen Schweizer Franken dotiert.
Sieger:
| - 1991: Philippe Rozier mit Waïti Oscar - 1992: Philippe Le Jeune mit Roby Foulards Shogoun - 1993: Rodrigo Pessoa mit Special Envoy - 1994: James Fisher mit Bowriver Queen - 1996/12: Ludger Beerbaum mit Lars Nieberg - 1997: Katie Monahan Prudent mit Belladonna - 1998: Trevor Coyle mit Cruising - 1999: Ludger Beerbaum mit Champion du Lys - 2000: Rodrigo Pessoa mit Lianos - 2001: Malin Baryard mit Butterfly Flip - 2002: Rodrigo Pessoa mit Baloubet du Rouet - 2003: Thomas Velin mit Carnute - 2004: Rodrigo Pessoa mit Baloubet du Rouet - 2005: Thomas Frühmann mit The Sixth Sense - 2006: Steve Guerdat mit Jalisca Solier - 2007: Ludger Beerbaum mit All Inclusive NRW |  |  | - 2008: Eric Lamaze mit Hickstead - 2010/4: Steve Guerdat mit Jalisca Solier - 2010/12: Kevin Staut mit Silvana de Hus - 2011: Álvaro Affonso de Miranda Neto mit Ashleigh Drossel Dan - 2012: Edwina Tops-Alexander mit Itot du Château - 2013: Steve Guerdat mit Nino des Buissonnets - 2014: Scott Brash mit Sanctos - 2015: Steve Guerdat mit Nino des Buissonnets - 2016: Pedro Veniss mit Quabri de l´Isle - 2017: Kent Farrington mit Gazelle - 2018: Marcus Ehning mit Pret a Tout - 2019: Martin Fuchs mit Clooney - 2021: Martin Fuchs mit Leone Jei - 2022: McLain Ward mit HH Azur - 2023: Richard Vogel mit United Touch - 2024: 🇳🇱 Harrie Smolders mit Monaco |

Anmerkung:
1. ↑  Im April 2010 wurde in Genf des Weltcupfinal ausgetragen, als Rahmenprüfung wurde am Samstag auch ein Grosser Preis durchgeführt, der nicht Teil des Weltcups war. Im Gegenzug entfiel das Turnier im Dezember 2009.

### Top 10 Final
Das Rolex IJRC Top 10 Final ist eine seit 2001 jährlich ausgetragene Prüfung für die besten zehn Springreiter der Weltrangliste. Sie wird vom International Jumping Rider Club (IJRC) organisiert und von Rolex gesponsert. Es handelt sich hierbei um eine Springprüfung mit zwei Umgängen bei einer Hindernishöhe bis 1,60 Meter. Die ersten sieben Finale fanden in Genf statt. 2008 wurde das Top 10 Finale in Brüssel ausgetragen, 2009 und 2011 in Paris und 2013 in Stockholm. Seit 2014 wird das Top Ten Finale wieder in Genf ausgetragen.
Sieger:
| - 2001: Ludger Beerbaum mit Goldfever - 2002: Ludger Beerbaum mit Gladdys S - 2003: Rodrigo Pessoa mit Baloubet du Rouet - 2004: Meredith Michaels-Beerbaum mit Shutterfly - 2005: Rodrigo Pessoa mit Baloubet du Rouet - 2006: Meredith Michaels-Beerbaum mit Shutterfly - 2007: Jessica Kürten mit Libertina - 2008 (Brüssel): Michel Robert mit Kellemoi de Pepita - 2009 (Paris): Marcus Ehning mit Plot Blue - 2010: Steve Guerdat mit Jalisca Solier - 2011 (Paris): Billy Twomey mit Tinka's Serenade - 2012: Christian Ahlmann mit Taloubet Z - 2013 (Stockholm): Daniel Deußer mit Evita van de Veldbalie |  |  | - 2014: Scott Brash mit Sanctos - 2015: Kent Farrington mit Voyeur - 2016: Eric Lamaze mit Fine Lady - 2017: Kevin Staut mit Reveur de Hurtebise - 2018: Steve Guerdat mit Alamo - 2019: Kent Farrington mit Austria - 2021: Ben Maher mit Explosion W - 2022 : 🇸🇪 Henrik von Eckermann mit King Edward - 2023: 🇨🇭 Steve Guerdat mit Venard de Cerisy - 2024 :🇨🇭 Martin Fuchs mit Leone Jei |

### Défi des Champions
Im Jahr 2008 wurde mit dem Défi des Champions (Champions’ Challenge) eine weitere hochdotierte Springprüfung eingeführt. Diese wurde in den Jahren, in denen in Genf weder des Top 10 Final noch das Weltcupfinal ausgetragen wurde, durchgeführt und fand am Samstagabend statt. Bei der Prüfung handelte es sich um eine Springprüfung mit zwei Umgängen, sie war 2013 mit mehr als 180.000 Franken dotiert.
Sieger:
| - 2008: Steve Guerdat mit Tresor V - 2011: Pius Schwizer mit Ulysse - 2013: Kent Farrington mit Blue Angel |

### Vierspänner-Weltcup
Neben den Springprüfungen finden im Rahmen des CHI auch Fahrprüfungen statt. Eine Wertungsprüfung der Vierspänner-Weltcups fand erstmals 2002 statt, seit 2005 wird sie jährlich am Sonntag des Turniers ausgetragen. Im April 2010 fand hier zeitgleich zum Weltcupfinal der Springreiter auch das Weltcupfinal der Vierspännerfahrer statt.
Sieger Weltcupprüfung:
| - 2002: Daniel Würgler mit seinem Gespann - 2005: Michael Freund mit seinem Gespann - 2006: IJsbrand Chardon mit seinem Gespann - 2007: Marc Weusthof mit seinem Gespann - 2008: Boyd Exell mit seinem Gespann - 2010/4: Boyd Exell mit seinem Gespann (Weltcupfinal) - 2010/12: Boyd Exell mit seinem Gespann - 2011: Boyd Exell mit seinem Gespann - 2012: Boyd Exell mit seinem Gespann - 2013: Boyd Exell mit seinem Gespann - 2014: Boyd Exell mit seinem Gespann - 2015: Boyd Exell mit Bajnok, Clinton Star, Conversano Cselentano und Lucky - 2016: Boyd Exell mit Bajnok, Clinton Star, Costa und Demi - 2017: Boyd Exell mit Bajnok, Clinton Star, Conversano Poker und Demi - 2018: Boyd Exell mit Bajnok, Barny, Demi und Rocket - 2019: Boyd Exell mit Bajnok, Barny, Clinton Star und Rocket - 2021: Bram Chardon mit Dreef Inca, Dreef Kapitany, Favory Farao und Kendi - 2022: Bram Chardon mit seinem Gespann - 2023: Bram Chardon mit seinem Gespann - 2024: Boyd Exell mit seinem Gespann |

### Indoor Cross Country
Seit 2014 wird jeweils am späten Samstagabend eine Hallenvielseitigkeitsprüfung über Geländehindernisse durchgeführt. Anders als bei den Hallenvielseitigkeiten im deutschsprachigen Raum handelt es sich bei der Indoor Cross Country nicht um eine Zeitspringprüfung, es sind auch keine normalen Springparcours-Hindernisse integriert. Es kommt stattdessen das in der Vielseitigkeit übliche Reglement von Geländestrecken zum Einsatz: Der Parcours ist innerhalb einer Idealzeit zu bewältigen, jede Sekunde über der Idealzeit bringt 0,4 Minuspunkte auf das Ergebnis des Reiters. Neben Minuspunkten für Ungehorsam (Hindernis nicht überwinden) können die Reiter auch Minuspunkte an mehreren Hindernissen erhalten, wenn bei diesen abwerfbare Elemente ausgelöst werden. Der Sieg geht an den Teilnehmer mit der geringsten Anzahl an Fehlern, bei Punktgleichheit siegt der Reiter, dessen Zeit am nächsten an die Idealzeit herankommt (bei mehreren Reitern mit null Fehlerpunkten siegt also der langsamste Ritt). Im Jahr 2017 wurde der Indoor Cross Country erstmals international (als CIX-Arena) ausgeschrieben.
Ähnlich wie bei der Salzburger Hallenvielseitigkeit wird die Prüfung über zwei Hallen hinweg durchgeführt, anders als in Salzburg wird die Zeit zwischen den Hallen jedoch nicht gestoppt (die kurzen Wegstrecken werden im Galopp zurückgelegt).
Sponsor der Prüfung ist auch beim Indoor Cross Country Rolex, das Preisgeld beträgt über 25.000 Schweizer Franken.
Sieger:
- 2014:  Eddy Sans mit Nankin de la Hurie
- 2015:  Sidney Dufresne mit Looping de Buissy
- 2016:  Sidney Dufresne mit Looping de Buissy
- 2017:  Karim Florent Laghouag mit Punch de l´Esques
- 2018:  Padraig McCarthy mit Rosemaber Lancuest
- 2019:  Cathal Daniels mit Alcatraz
- 2021:  Robin Godel mit Grandeur de Lully CH
- 2022: 🇫🇷 Maxime Livio mit Boleybawn Prince
- 2023: 🇧🇪 Lara de Liedekerke-Meier mit Q-Knock for me
- 2024 :🇨🇭Melody Johner mit Double de Rueire

### Grand Prix Kür
Im Jahr 2016 wurde der CHI Genf um eine weitere Disziplin erweitert: Drei Dressurprüfungen (Grand Prix de Dressage, Grand Prix Spécial und Grand Prix Kür) wurden im Rahmen eines CDI 4* ausgeschrieben, der CHI war damit eines von nur zwei international ausgeschriebenen Dressurturnieren in der Schweiz. Als Teil der World Dressage Masters waren die Dressurprüfungen hochdotiert, das Preisgeld der Grand Prix Kür am Samstagabend betrug 70.000 Euro. 2017 wurde das Turnier zum CDI 5* aufgewertet, zwei Jahre später wurden die Dressurprüfungen wieder aus dem Programm gestrichen.
Sieger:
- 2016:  Isabell Werth mit Emilio (84,025 %)
- 2017:  Isabell Werth mit Don Johnson FRH (79,035 %)
- 2018:  Jessica von Bredow-Werndl mit TSF Dalera BB (84,075 %)